# Bisdom Moshi

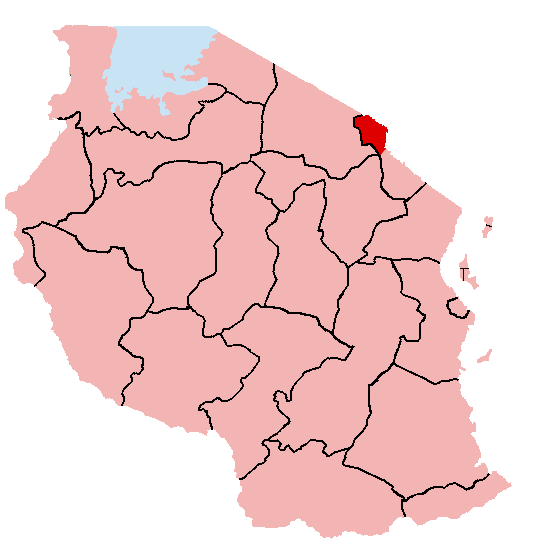
Het bisdom Moshi binnen Tanzania

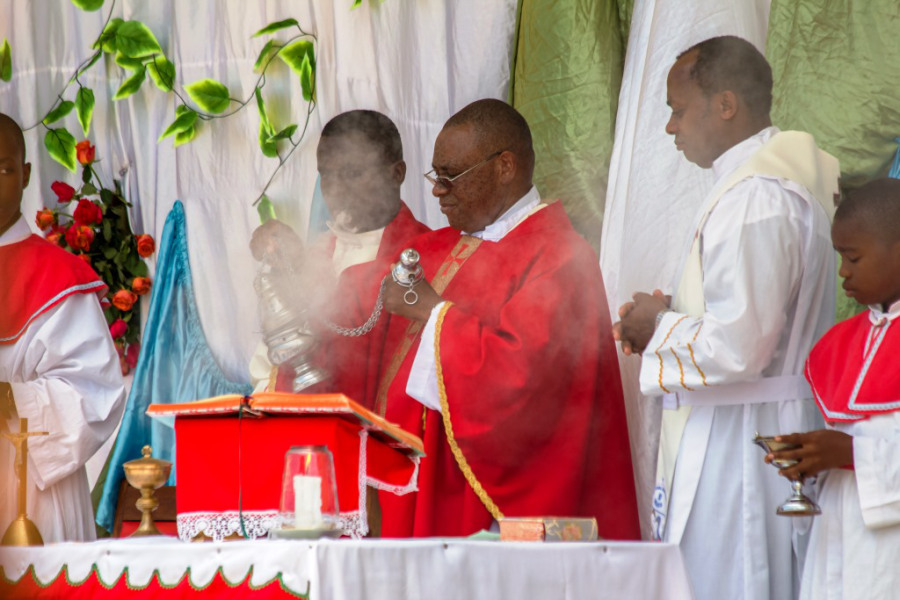
Misviering in Himo (2012)

Het bisdom Moshi (Latijn: Dioecesis Moshiensis) is een rooms-katholiek bisdom met als zetel Moshi in Tanzania. Het is een suffragaan bisdom van het aartsbisdom Arusha.
Het bisdom is ontstaan uit het apostolisch vicariaat Kilima-Njaro. Het bisdom werd opgericht in 1953. De eerste bisschop was de Ierse spiritijn Joseph James Byrne.
In 2019 telde het bisdom 68 parochies. Het bisdom heeft een oppervlakte van 5.020 km² en beslaat de noordelijke districten van de regio Kilimanjaro. Het bisdom telde in 2019 1.051.000 inwoners waarvan 65,5% rooms-katholiek was. 

## Bisschoppen
- Joseph James Byrne, C.S.Sp. (1953-1959)
- Joseph Kilasara, C.S.Sp. (1960-1966)
- Joseph Sipendi (1968-1985)
- Amedeus Msarikie (1986-2007)
- Isaac Amani Massawe (2007-2017)
- Ludovick Joseph Minde, ALCP/OSS (2019-)